# Sinilluarit
Sinilluarit (dansk titel: Godnat) er en grønlandsk kortfilm fra 1999 instrueret af Inuk Silis Høegh, der sammen med Kunuk Platoú har skrevet filmens manuskript. Filmen er produceret af Nuna Manna Pictures med støtte fra Nuuk Kommune og Dansk Film Instituts filmværksted.

## Handling
En grønlandsk komedie om sex og jalousi. En aften får Ole en kold skulder af sin kone i sengen, den deraf følgende søvnløshed driver ham ud af soveværelset ud til køleskabet og spekulationer - Har han ikke været sød mod hende? Hvor er hun egentlig henne, når hun ikke er hjemme, men siger hun er i syklubben? Midt i sin natmad, får jalousien fat og Ole fantaserer om sex og utroskab.